# Eudoxia Ángelo
Eudoxia Ángelo (o Eudocia Ángelo) (en griego: Ευδοκία Αγγελίνα, serbio: Evdokija Anđel, murió aprox. 1211, o después) fue la reina consorte de Esteban I Nemanjić de Serbia desde 1196 hasta 1198. Luego se convirtió en la amante de Alejo V Ducas, el futuro emperador. Fue la hija del emperador bizantino Alejo III Ángelo y Eufrósine Ducas.

## Biografía
Eudoxia Ángelo se casó primero con Esteban I Nemanjić, el segundo hijo de Esteban Nemanja, Gran Župan de Rascia. El matrimonio fue arreglado por su tío, el emperador Isaac II Ángelo, alrededor de 1186, mientras su padre estaba exiliado en Siria. En 1195, cuando su suegro se retiró a un monasterio, el esposo de Eudoxia se convirtió en gobernante de Rascia (y después rey de Serbia). Según la historia contada por el historiador Nicetas Coniata, en algún momento después de junio de 1198 Eudoxia y Esteban se pelearon, cada uno acusando al otro de adulterio, y ella regresó con su padre a Constantinopla.
En Constantinopla Eudoxia se convirtió en la amante del futuro Alejo V Ducas, con quien (y su madre) huyeron de la ciudad a Tracia el 12 de abril de 1204, cuando los cruzados de la cuarta cruzada asaltaron la ciudad. Al llegar su depuesto padre a Mosinópolis,  a Eudoxia se le permitió casarse con Alejo V, aunque este fue atrapado y estrangulado por orden de Alejo III poco después.
Eudoxia Ángelo se casó por tercera vez con León Esguro, el gobernante independiente de Corinto, después de haber ofrecido asilo a Alejo III y a su familia en 1204. Bloqueado en la ciudadela de Corinto, León Esguro se suicidó en 1207/1208. Se cree que Eudoxia murió alrededor de 1211.